# Augsburg Airways
Augsburg Airways — бывшая немецкая авиакомпания, базировавшаяся в Халльбергмосе. Завершила полёты 26 октября 2013 года. 31 октября 2013 года компания полностью прекратила свою деятельность.

## История
Авиакомпания была основана в 1980 году, а первые полёты состоялись в 1986 году. Сначала была названа Interot Airways и летала из Аугсбурга в Дюссельдорф. В 1993 году самолёты авиакомпании начали летать на курорты Европы, позднее открылось направление во Флоренцию. В 1996 году была переименована в Augsburg Airways. В 2002 году вошла в Lufthansa Regional.

## Флот
| Тип самолета           | В эксплуатации | Заказано |
| ---------------------- | -------------- | -------- |
| Bombardier Dash 8 Q400 | 9              | —        |
| Embraer ERJ-195        | 1              | —        |
|                        |                |          |